# 주차 방지 턱

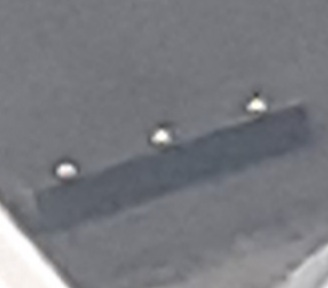
주차 방지 턱의 모습.

주차 방지 턱은 주차장 등에서 편리하고 안전하게 주차할 수 있도록 차량의 뒷바퀴가 닿는 부분에 만들어 놓은 턱이다.

## 같이 보기
- 주차
- 주차장